# Lokanta

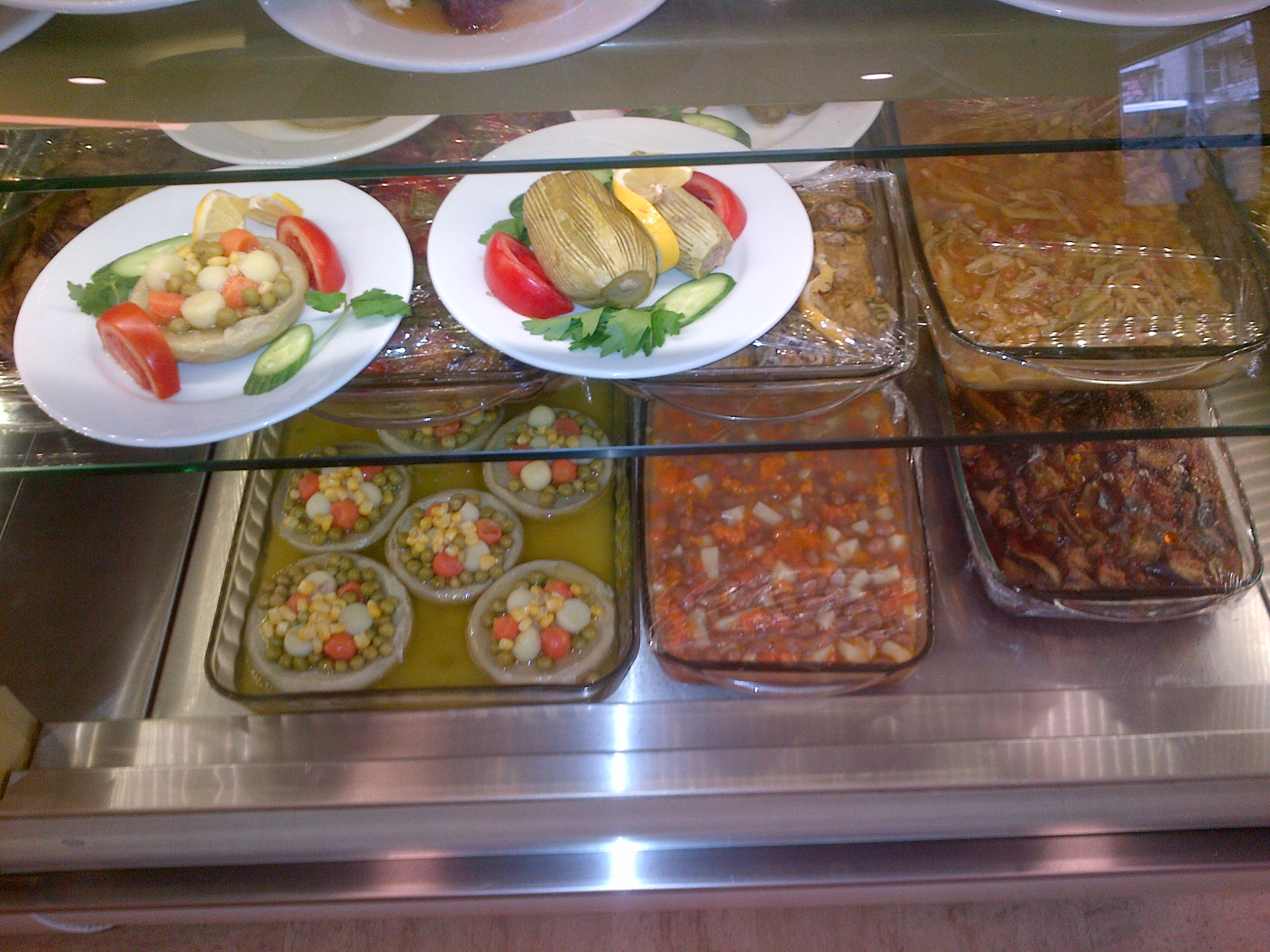
"Zeytinyağlılar" (entrants freds a la cuina turca) al tradicional esnaf lokantası "Boğaziçi" (Bòsfor) d'Ankara.

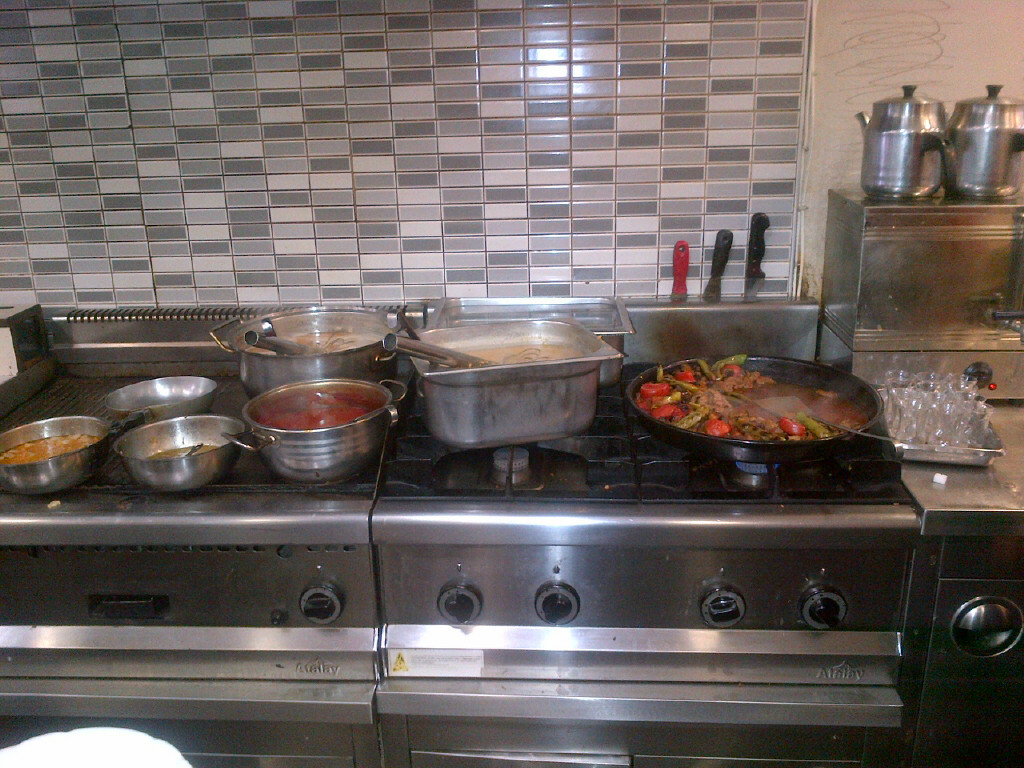
La kitchenette del petit esnaf lokantası "Anadolu" (Anatòlia) en Ankara. Els plats es cuinen abans dels clients.

Lokanta o esnaf lokantası és un petit restaurant, a la cultura i llengua turca. La paraula lokanta ve de l'italià "locanda". Es pot dir que l'"esnaf lokantası" correspon al diner americà, és el mateix, petit i informal.
Els Esnaf lokantaları (plural) ofereixen cuina tradicional, són gairebé sempre establiments petits (moltes vegades familiars) i amb preus econòmics. Els Esnaf lokantaları generalment es troben als mercats. Esnaf significa els comerciants, funcionaris i altres treballadors del mercat o la zona comercial i aquestes persones són els comensals d'aquests petits restaurants. Com aquests restaurants es troben dins d'una zona comercial, gairebé sempre tenen accés als productes alimentaris frescos i barats i generalment no serveixen menjar ràpid occidental. Molts 'esnaf lokantaları no tenen menú, hom veu els plats a unes safates exposades i demana el menjar. Entre els plats que generalment es troben a un esnaf lokantası hi ha "tencere yemekleri" (plats d'olla) com el kuru fasulye i pilav (pilaf turc), combinació considerada menjar nacional a Turquia, algun que altre yahni (estofat, com tas kebap o nohutlu yahni), plats de verdures, sopes (çorba) i cacık, çoban salata i ayran per acompanyar els plats.
Segons Vedat Milor, gourmet i crític de menjar turc, els esnaf lokantaları són un dels elements culturals més importants de la societat turca, ja que són els restaurants portadors de la tradició culinària turca.